# Schöffelstein
Der Schöffelstein ist eine 425 m ü. A. hohe Erhebung im Wienerwald bei Purkersdorf. Er gilt als ein „Hausberg“ der Wiener, da er noch mit öffentlichen Verkehrsmitteln aus Wien erreichbar ist. Benannt wurde die höchste Erhebung des Purkersdorfer Gemeindewaldes nach Josef Schöffel, dem „Retter des Wienerwaldes“, der im Jahre 1872 erfolgreich die Rodung und Abholzung des Wienerwaldes verhindert hatte.

## Begehung
Begangen werden kann der Schöffelstein von der niederösterreichischen Gemeinde Purkersdorf aus über eine markierte Forststraße. Auf dem Gipfel steht ein zu Ehren Josef Schöffels errichteter Gedenkstein.